# Saint-Laurent-Médoc
Saint-Laurent-Médoc – miejscowość i gmina we Francji, w regionie Nowa Akwitania, w departamencie Żyronda.
Według danych na rok 1990 gminę zamieszkiwało 3338 osób, a gęstość zaludnienia wynosiła 24 osób/km² (wśród 2290 gmin Akwitanii Saint-Laurent-Médoc plasuje się na 130. miejscu pod względem liczby ludności, natomiast pod względem powierzchni na miejscu 13.).

## Współpraca
Miejscowość partnerska:
- Manage, Belgia